# Esarcato (cristianesimo)
L'esarcato è una tipologia di suddivisione ecclesiastica in uso nelle Chiese cristiane.

## Chiesa cattolica
Nella Chiese cattoliche di rito orientale si chiama "esarcato" quella «porzione del popolo di Dio che, per speciali circostanze, non viene eretta in eparchia» e che «è affidata alla cura pastorale dell'esarca».
Nel diritto orientale l'esarcato è l'equivalente della prefettura apostolica o del vicariato apostolico della Chiesa cattolica di rito latino.

### Normativa canonica
Gli esarcati sono disciplinati dai canoni 311-321 del Codice dei canoni delle Chiese orientali.
Si distinguono:
- due modi con cui l'esarca può governare il suo esarcato: «a nome di colui dal quale è stato nominato, oppure a nome proprio»;[3] l'esarca può anche non essere vescovo; se è vescovo, gli viene assegnata una sede titolare;
- due tipologie di esarcato:

1. quelli eretti nel "territorio proprio" della Chiesa sui iuris, ossia gli esarcati patriarcali e gli esarcati arcivescovili; dove l'esarca è nominato dal patriarca o dall'arcivescovo maggiore con il consenso del Sinodo permanente della Chiesa sui iuris;[4]
2. quelli costituiti fuori dal "territorio proprio" della Chiesa sui iuris, ossia gli esarcati apostolici, immediatamente soggetti alla Santa Sede, e i cui esarchi sono nominati dal Papa.[5]

L'esarca ha l'obbligo di inviare ogni cinque anni a chi lo ha nominato una relazione sullo stato del suo esarcato. Inoltre, ogni esarca ha l'obbligo della visita ad limina, eccetto quelli che «governano l’esarcato a loro affidato a nome del Patriarca».

## Chiesa ortodossa russa
Nella Chiesa ortodossa russa l'esarcato è un raggruppamento di eparchie che appartengono alla stessa nazione o ad un circoscritto territorio regionale, sottomesse all'autorità del Santo Sinodo esarchiale, presieduto dall'esarca. L'erezione e la definizione del territorio dell'esarcato, come pure la nomina dell'esarca, sono prerogative del Santo Sinodo del Patriarcato di Mosca.
L'istituzione canonica dell'esarcato è regolata dal cap. XIII della Carta della Chiesa ortodossa russa. Sono 4 gli esarcati dipendenti del patriarcato di Mosca:
- Esarcato bielorusso del Patriarcato di Mosca
- Esarcato patriarcale dell'Europa occidentale
- Esarcato patriarcale del sud-est asiatico
- Esarcato patriarcale d'Africa